# Рахівський район (1953—2020)
Ра́хівський райо́н — колишня адміністративно-територіальна одиниця на південному сході Закарпатської області, розташований у найвисокогірнішій частині Українських Карпат. Населення становить 91 726 осіб (на 1.08.2013). Площа — 1892 км². Районний центр — місто Рахів.

## Історія
Ліквідований відповідно до постанови Верховної Ради України від 17 липня 2020 року «Про утворення та ліквідацію районів».

## Адміністративний устрій
Адміністративно-територіально район поділений на 1 міську раду, 2 селищні ради і 18 сільських рад, які об'єднують 32 населені пункти та підпорядковані Рахівській районній раді. Адміністративний центр — місто Рахів.
Під час реформування адміністративно-територіального устрою, у липні 2020 року, частина району була приєднана до Тячівського. Внаслідок цього, населення було зменшене до 82 800 осіб.Площа району - 1.8 тис.кв.км. У складі району перебуває 4 територіальні громади, з яких 1 - міська, 2 - селищні і 1 - сільська.
| Назва громади    | Статус   | Центр              |
| ---------------- | -------- | ------------------ |
| Богданська       | Сільська | с. Богдан          |
| Великобичківська | Селищна  | смт Великий Бичків |
| Рахівська        | Міська   | м. Рахів           |
| Ясінянська       | Селищна  | смт Ясіня          |

## Населення

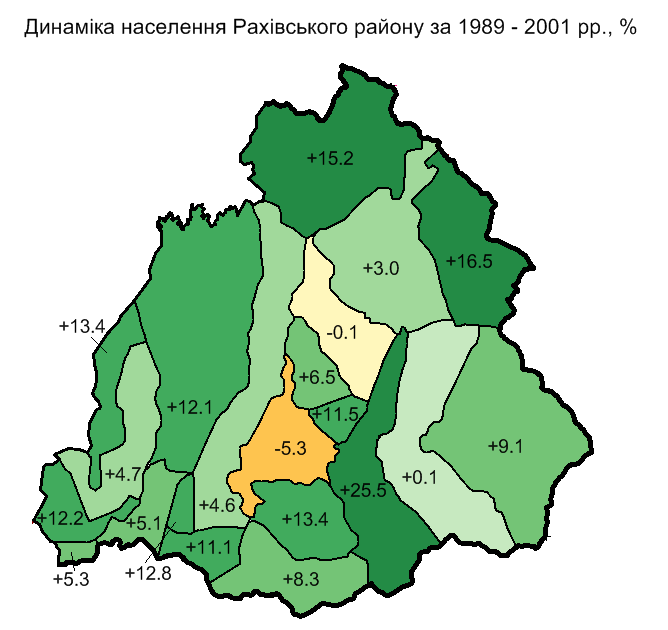
Динаміка чисельності населення міських та сільських рад Рахівського району за 1989—2001 рр., %

У районі проживають понад 90 тис. жителів. У зв'язку із високогірним розташуванням, високою лісистістю густота населення незначна: на один квадратний кілометр припадає в середньому 47,7 жителів. Населені пункти розташовані, як правило, в гірських ущелинах, у долинах численних річок і потоків.
Динаміка чисельності населення
- 1970 — 76 095
- 1979 — 81 645
- 1989 — 86 148
- 2001 — 90 811
- 2014 — 91 857

Розподіл населення за віком та статтю (2001):
| Стать | Всього | До 15 років | 15-24 | 25-44  | 45-64 | 65-85 | Понад 85 |
| --- | ------ | ----------- | ----- | ------ | ----- | ----- | -------- |
| Чоловіки | 44 078 | 11 305      | 7946  | 13 213 | 7990  | 3486  | 138      |
| Жінки | 47 134 | 10 807      | 7766  | 12 709 | 9740  | 5824  | 288      |
| \| Статево-вікова піраміда \| Статево-вікова піраміда \| Статево-вікова піраміда \| \| ----------------------- \| ----------------------- \| ----------------------- \| \| Чоловіки \| Вік \| Жінки \| \| 138 \| 85 + \| 288 \| \| 277 \| 80-84 \| 510 \| \| 657 \| 75-79 \| 1348 \| \| 1181 \| 70-74 \| 1885 \| \| 1371 \| 65-69 \| 2081 \| \| 1556 \| 60-64 \| 2423 \| \| 1430 \| 55-59 \| 1861 \| \| 2368 \| 50-54 \| 2647 \| \| 2636 \| 45-49 \| 2809 \| \| 3216 \| 40-44 \| 3271 \| \| 3123 \| 35-39 \| 3012 \| \| 3260 \| 30-34 \| 3027 \| \| 3614 \| 25-29 \| 3399 \| \| 3844 \| 20-24 \| 3857 \| \| 4102 \| 15-20 \| 3909 \| \| 4279 \| 10-14 \| 4048 \| \| 3869 \| 5-9 \| 3721 \| \| 3157 \| 0-4 \| 3038 \| |        |             |       |        |       |       |          |
| Статево-вікова піраміда |        |             |       |        |       |       |          |
| Чоловіки | Вік    | Жінки       |       |        |       |       |          |
| 138 | 85 +   | 288         |       |        |       |       |          |
| 277 | 80-84  | 510         |       |        |       |       |          |
| 657 | 75-79  | 1348        |       |        |       |       |          |
| 1181 | 70-74  | 1885        |       |        |       |       |          |
| 1371 | 65-69  | 2081        |       |        |       |       |          |
| 1556 | 60-64  | 2423        |       |        |       |       |          |
| 1430 | 55-59  | 1861        |       |        |       |       |          |
| 2368 | 50-54  | 2647        |       |        |       |       |          |
| 2636 | 45-49  | 2809        |       |        |       |       |          |
| 3216 | 40-44  | 3271        |       |        |       |       |          |
| 3123 | 35-39  | 3012        |       |        |       |       |          |
| 3260 | 30-34  | 3027        |       |        |       |       |          |
| 3614 | 25-29  | 3399        |       |        |       |       |          |
| 3844 | 20-24  | 3857        |       |        |       |       |          |
| 4102 | 15-20  | 3909        |       |        |       |       |          |
| 4279 | 10-14  | 4048        |       |        |       |       |          |
| 3869 | 5-9    | 3721        |       |        |       |       |          |
| 3157 | 0-4    | 3038        |       |        |       |       |          |

### Національності
Етнічний склад населення району за переписом 2001 року
| національність | чисельність | частка |
| -------------- | ----------- | ------ |
| українці       | 76184       | 83,8 % |
| румуни         | 10514       | 11,6 % |
| угорці         | 2929        | 3,2 %  |
| росіяни        | 774         | 0,9 %  |
| цигани         | 163         | 0,2 %  |
| білоруси       | 55          | 0,1 %  |
| німці          | 36          | 0,0 %  |
| словаки        | 30          | 0,0 %  |

Динаміка етносів району за даними переписів:
|          | 1959   | 1989   | 2001   |
| -------- | ------ | ------ | ------ |
| українці | 73,6 % | 82,6 % | 83,8 % |
| румуни   | 11,9 % | 11,2 % | 11,6 % |
| угорці   | 10,0 % | 4,1 %  | 3,2 %  |
| росіяни  | 2,0 %  | 1,4 %  | 0,8 %  |
| євреї    | 1,2 %  |        |        |

### Етномовний склад
Етномовний склад населених пунктів району за переписом 2001 р. (рідна мова населення)
|                       | українська | румунська | угорська | російська |
| Рахівський район      | 84,6       | 11,5      | 2,5      | 0,9       |
| --------------------- | ---------- | --------- | -------- | --------- |
| м. Рахів              | 92,1       | 0,1       | 4,8      | 2,3       |
| смт Великий Бичків    | 95,2       | 0,8       | 2,9      | 0,8       |
| смт Кобилецька Поляна | 83,1       | 0,2       | 14,3     | 1,3       |
| смт Ясіня             | 89,5       | 0,0       | 8,2      | 0,8       |
| с. Стебний            | 99,6       | -         | -        | 0,3       |
| с. Білин              | 99,4       | -         | -        | 0,5       |
| с. Біла Церква        | 1,3        | 97,0      | 0,1      | 1,0       |
| с. Богдан             | 97,0       | -         | 2,3      | 0,5       |
| с. Бребоя             | 99,6       | -         | 0,1      | 0,3       |
| с. Верхнє Водяне      | 98,5       | 0,5       | 0,1      | 0,7       |
| с. Стримба            | 98,0       | 1,3       | -        | 0,5       |
| с. Водиця             | 97,6       | 1,2       | -        | 0,9       |
| с. Плаюць             | 20,6       | 78,2      | -        | 0,3       |
| с. Видричка           | 99,6       | -         | 0,2      | 0,2       |
| с. Ділове             | 98,8       | 0,1       | 0,4      | 0,5       |
| с. Круглий            | 99,0       | -         | -        | -         |
| с. Хмелів             | 97,9       | 0,2       | -        | 1,6       |
| с. Кваси              | 99,7       | -         | 0,1      | 0,1       |
| с. Сітний             | 100,0      | -         | -        | -         |
| с. Тростянець         | 100,0      | -         | -        | -         |
| с. Косівська Поляна   | 98,8       | -         | -        | 1,2       |
| с. Костилівка         | 99,2       | 0,1       | 0,1      | 0,4       |
| с. Вільховатий        | 99,6       | -         | -        | 0,2       |
| с. Лазещина           | 99,4       | -         | 0,1      | 0,3       |
| с. Луги               | 99,1       | -         | 0,2      | 0,7       |
| с. Говерла            | 99,2       | -         | -        | 0,5       |
| с. Луг                | 98,6       | 0,2       | -        | 1,0       |
| с. Розтоки            | 99,6       | -         | 0,0      | 0,3       |
| с. Росішка            | 99,2       | -         | -        | 0,7       |
| с. Середнє Водяне     | 0,9        | 98,6      | 0,0      | 0,2       |
| с. Добрік             | 0,6        | 98,3      | -        | 0,1       |
| с. Чорна Тиса         | 99,4       | -         | 0,2      | 0,4       |

## Економіка
Господарський комплекс Рахівського району слабо розвинутий. У валовому суспільному продукті переважає промисловість. Провідною галуззю промисловості є лісова, деревообробна, целюлозно-паперова, лісохімія, промисловість будівельних матеріалів, легка та харчова промисловість. Інші галузі представлені невеликими підприємствами машинобудування та приладобудування, які потребують реструктуризації.
Питома вага підприємств видобувної промисловості у загальному обсязі реалізованої продукції становить 3,6 %, легкої промисловості — 4,9 %, харчової — 2,9 %. Промисловість району розвивається переважно завдяки діяльності підприємств деревообробної та меблевої промисловості. У загальному обсязі реалізованої продукції питома вага цих двох галузей сягає 88,6 %.
Машинобудування представлено в районі ПрАТ «Закарпатський арматурний завод» та ВАТ «Конденсатор» у м. Рахів. Легка промисловість — ВАТ «Хутро» у смт Ясіня виробляє штучне хутро для взуття та верхнього одягу.
За останні роки динамічно розвивається малий бізнес. Особливістю сільського господарства Рахівського району є дуже низька забезпеченість землею. На одного мешканця району припадає лише 0,01 га ріллі (при 0,14 га в Закарпатті і 0,63 га в Україні).

### Полонинське господарство
Полонини — це розташовані високо в горах відкриті і незаліснені частини гір. Саме тут, протягом багатьох віків, місцеві жителі (гуцули) випасають худобу — корів, овець, кіз, коней. Осередками випасу є колиби — сезонні будівлі, де живуть і господарюють пастухи під керівництвом ватага-вівчаря. Тут можна скуштувати та побачити процес виготовлення різних продуктів із молока — бринзу, вурду, жентицю.
З давніх часів місцеве населення займалося тваринництвом. Тому вся високогірна частина району охоплена полонинним господарством. Вихід на полонину відбувається у травні та триває аж до вересня. Умови життя пастухів на полонині тяжкі: у високогір'ї часті холоди, два з трьох днів — дощові. Праця триває від світанку до ночі. Три речі, які характеризують життя гуцульських пастухів — це бринза, трембіта і ватра.
На полонині Берлебашка, що розташована на території Карпатського біосферного заповідника і через яку проходить Закарпатський Туристичний Шлях, створене показове полонинське господарство, де туристи можуть самі взяти участь в виготовленні бринзи, вурди, ближче ознайомитися з полонинською кухнею, під полонинські наспіви запалити ватру, переночувати на сіні, одягнути справжню гуцульську одежу: лейбан, кожух, запаски, вишиванку, крисаню. А вистави народного театру дозволять відпочивальникам краще ознайомитися з елементами культури, обрядами та традиціями гуцулів.

### Туризм та рекреація
Рахівщина наділена надзвичайно сприятливими умовами для зимової рекреації, розвитку гірськолижного спорту, а гірський масив Драгобрат за своїми параметрами може стати місцем проведення зимової Олімпіади. Тільки два аналоги у світі має Квасівський санаторно-курортний комплекс, збудований на базі мінеральних вод із вмістом миш'яку.
М'який клімат та контрастно-виражені пори року, чисте гірське повітря, неповторні пейзажі, водоспади (в тому числі найвищий в Українських Карпатах Ялинський водоспад), значна кількість цілющих мінеральних вод здавна привалювали мандрівників, любителів активного відпочинку.
Завдяки природно-кліматичним факторам, зручному географічному розташуванню та системі шляхового сполучення Рахівщина перетворюється в потужну туристично-рекреаційну зону. Тут створено умови, сприятливі для літнього і зимового відпочинку та оздоровлення. Завдяки наявності гірськолижних трас і підіймачів добре розвинуті зимові види спорту.
Туристично-рекреаційна галузь району розгалужена мережею туристичних об'єктів різного профілю, а саме: 1 санаторій, 2 лікувально-оздоровчі комплекси, 1 туристично-оздоровчий комплекс, 1 туристична база, 2 мотелі, 2 бази відпочинку та 40 готелів та міні — готелів, 1 кемпінг. Крім них, в районі функціонують туристичне агентство «НиМС тур», інформаційний центр «Гуцульська світлиця», агентство агроекотуризму. В цілому туристично-рекреаційна галузь району сьогодні нараховує 53 об'єкти, із яких 49 надають туристичні послуги.
Протягом 2006 року туристичними закладами району прийнято близько 25 тис. туристів, яким надано послуги на суму 4293,2 тис. грн. До бюджетів всіх рівнів надійшло коштів — 787,1 тис. грн, з яких 468,91 тис. грн перераховано до місцевого бюджету.
У районі працюють низка канатно-буксирувальних доріг. Серед них:
- смт Ясіня, спортивна база «Тиса», бугельного типу L= 1000 м.
- ур. Драгобрат, ТОВ «Драгобрат», бугельного типу, L = 1000 м, 300 м.
- м. Рахів, оздоровчий комплекс «Тиса» бугельного типу L = 1000 м.
- с. Богдан, мотель «Олеся», бугельного типу L=1000 м.
- смт Кобилецька Поляна, оздоровчий комплекс «Трембіта», бугельного типу L = 500 м.
- смт Чорна Тиса, гірськолижна ДЮСШ, бугельного типу L = 400 м.

Триває спорудження об'єктів туристично-рекреаційного призначення, особливо у високогірній частині. Сьогодні в районі діють понад 20 таких об'єктів, серед яких — приватні міні-готелі, бази відпочинку і туристично-оздоровлювальні комплекси, садиби селян, які приймають гостей за програмою сільського зеленого туризму. Розроблені і діють пішохідні, лижні, водні, велосипедні, кінні та автомобільні турмаршрути. На базі наявних мінеральних вод (на території району розвідано близько 80 їх джерел) є можливість розвивати бази санаторно-курортного лікування.
Водоспади:
- Ялинський
- Лихий
- Малотростянецький
- Кам'яний
- Лоцій
- Труфанець
- Кобилецький Гук
- Драгобратський
- Явірниковий
- Білий
- Білий нижній
- Та́рничин
- Полонсько-Кузійський

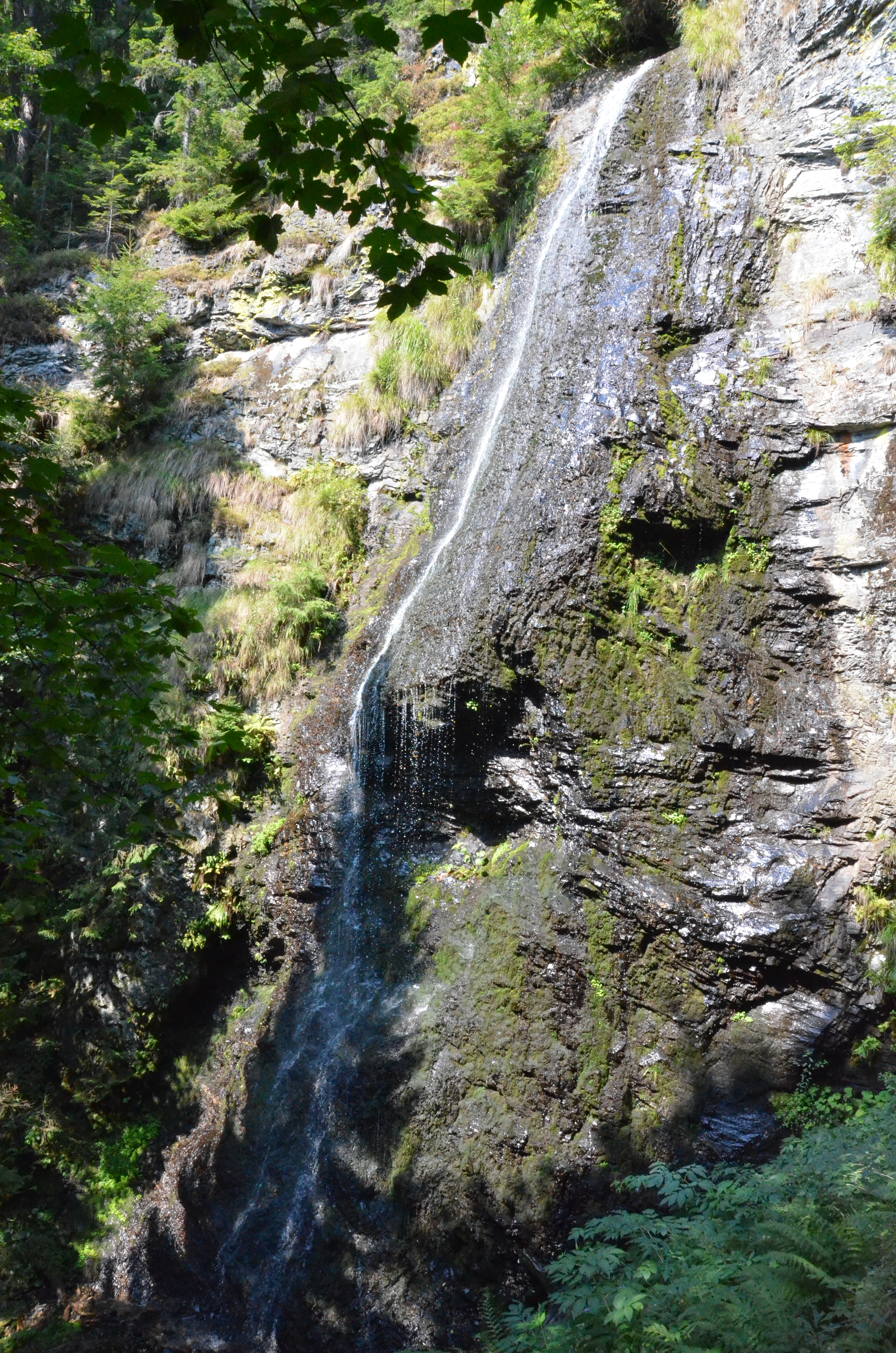
Ялинський водоспад
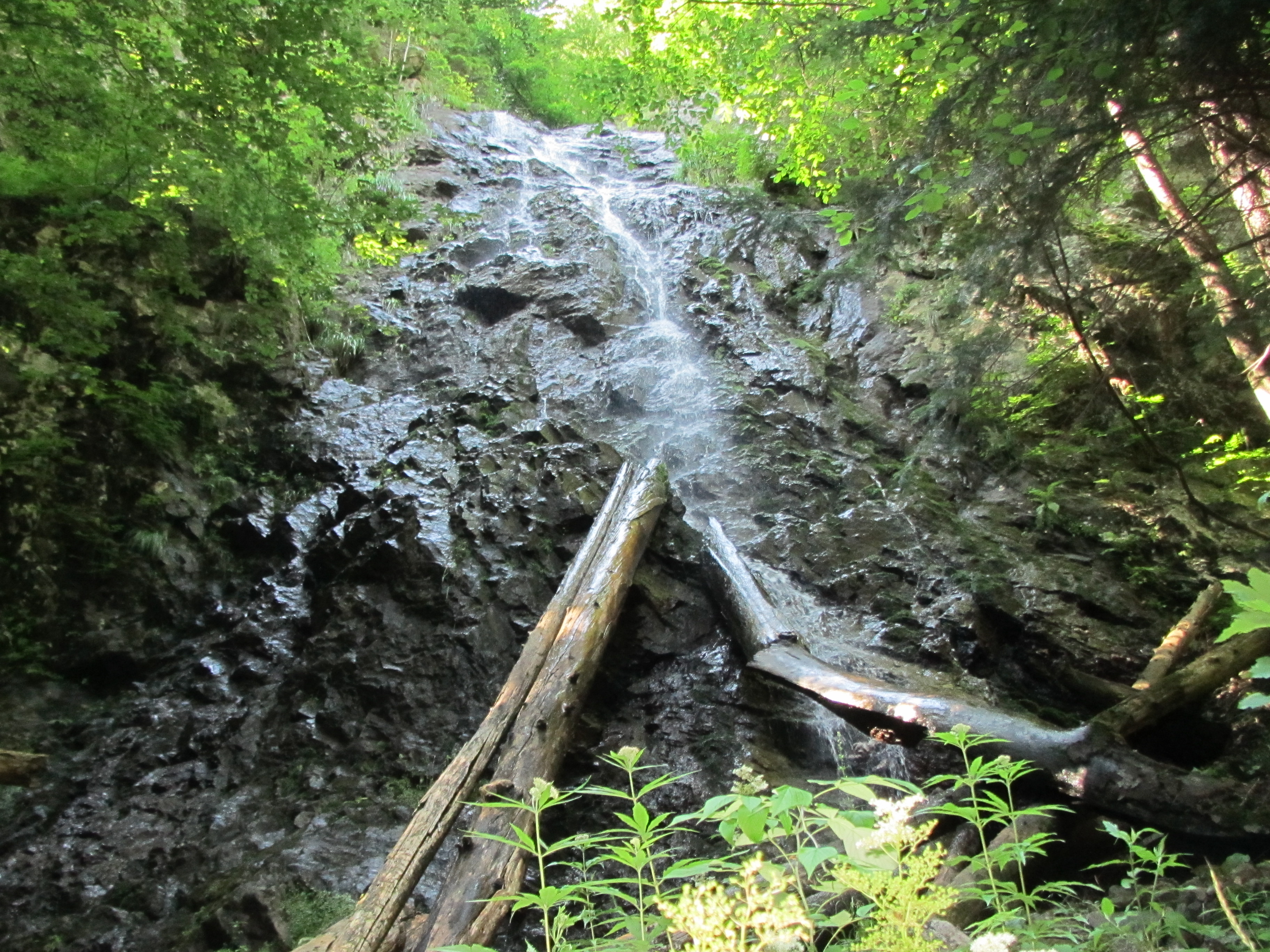
Водоспад Лихий
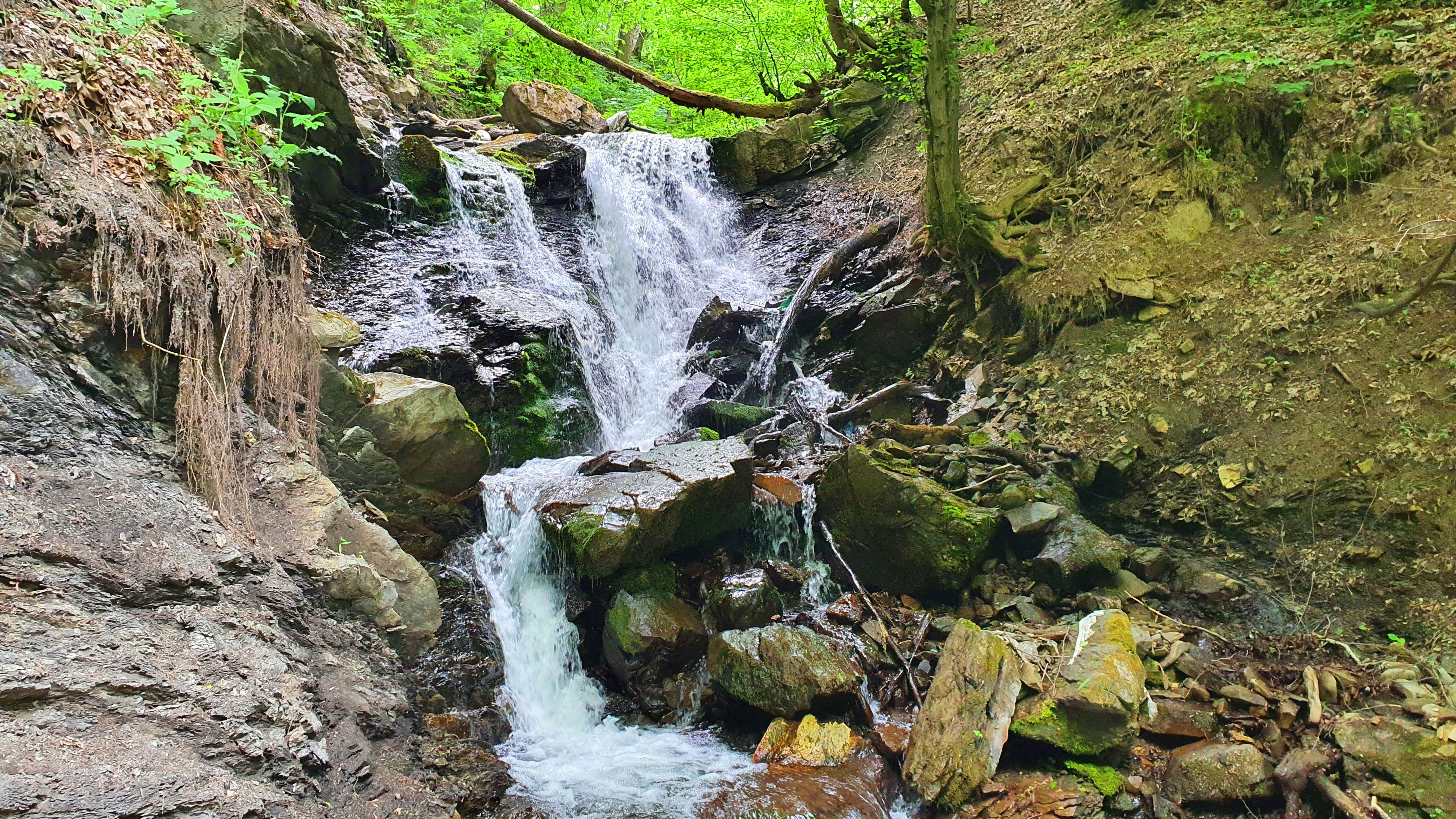
Водоспад Малотростянецький
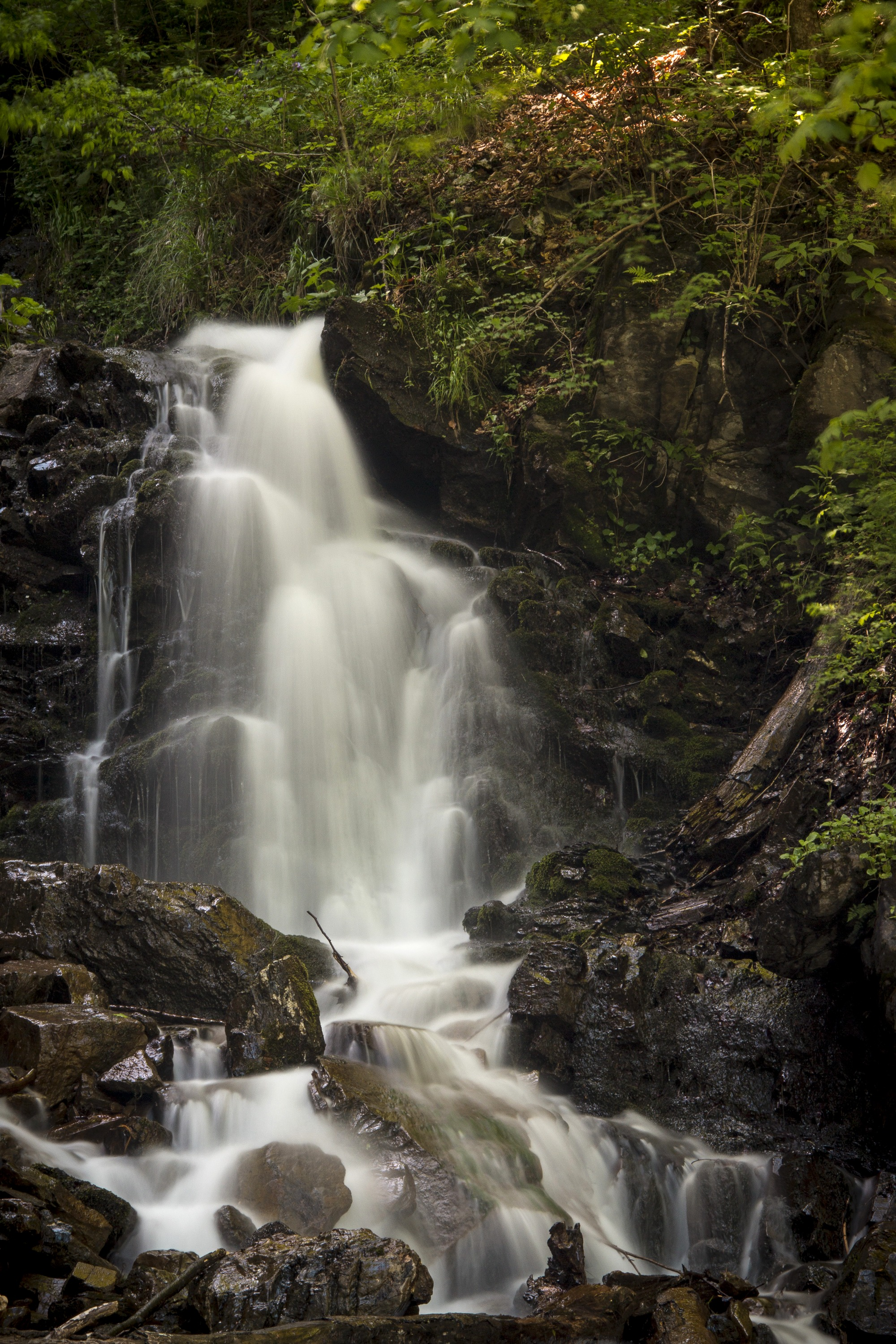
Водоспад Труфанець
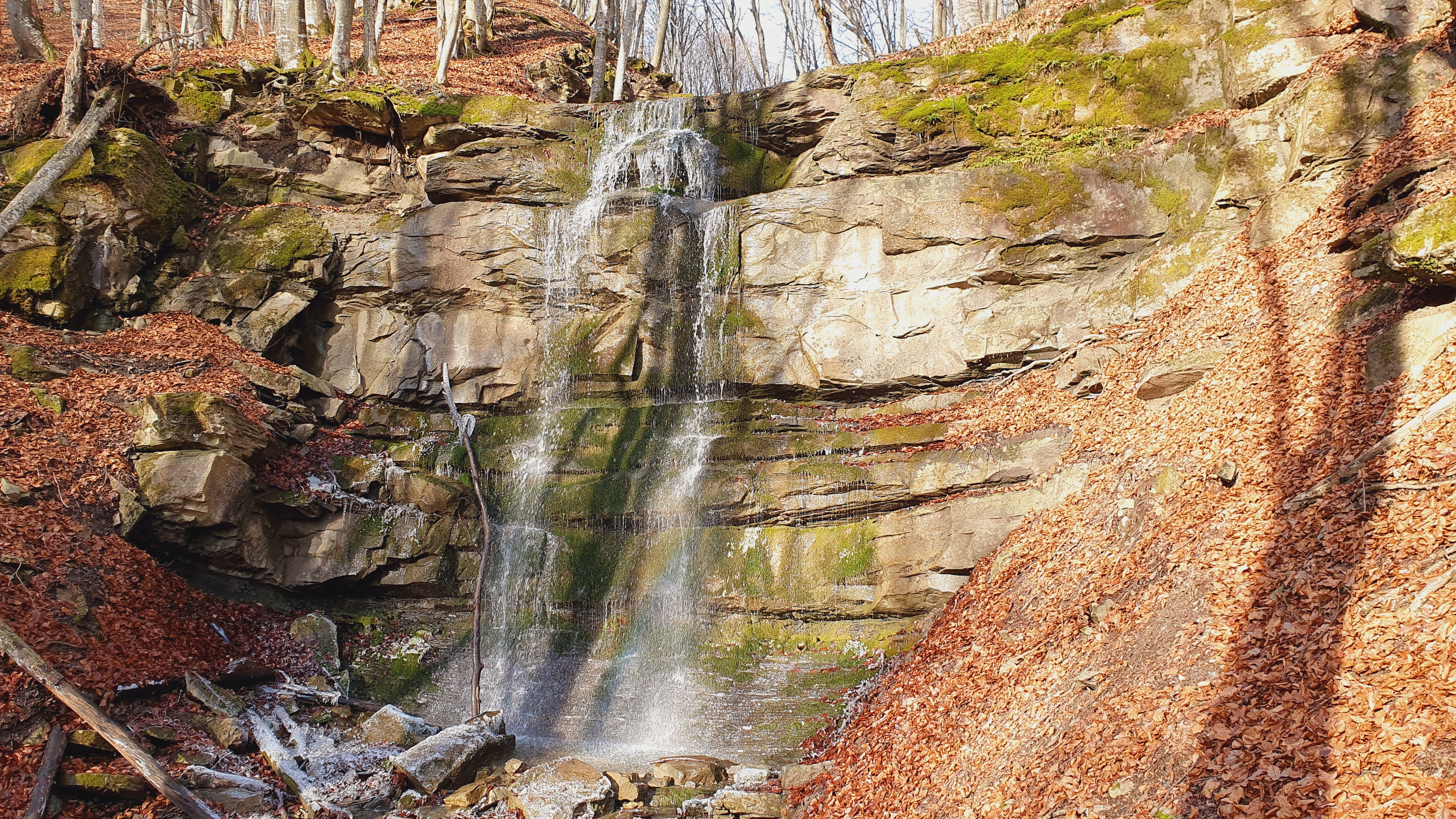
Кобилецький Гук
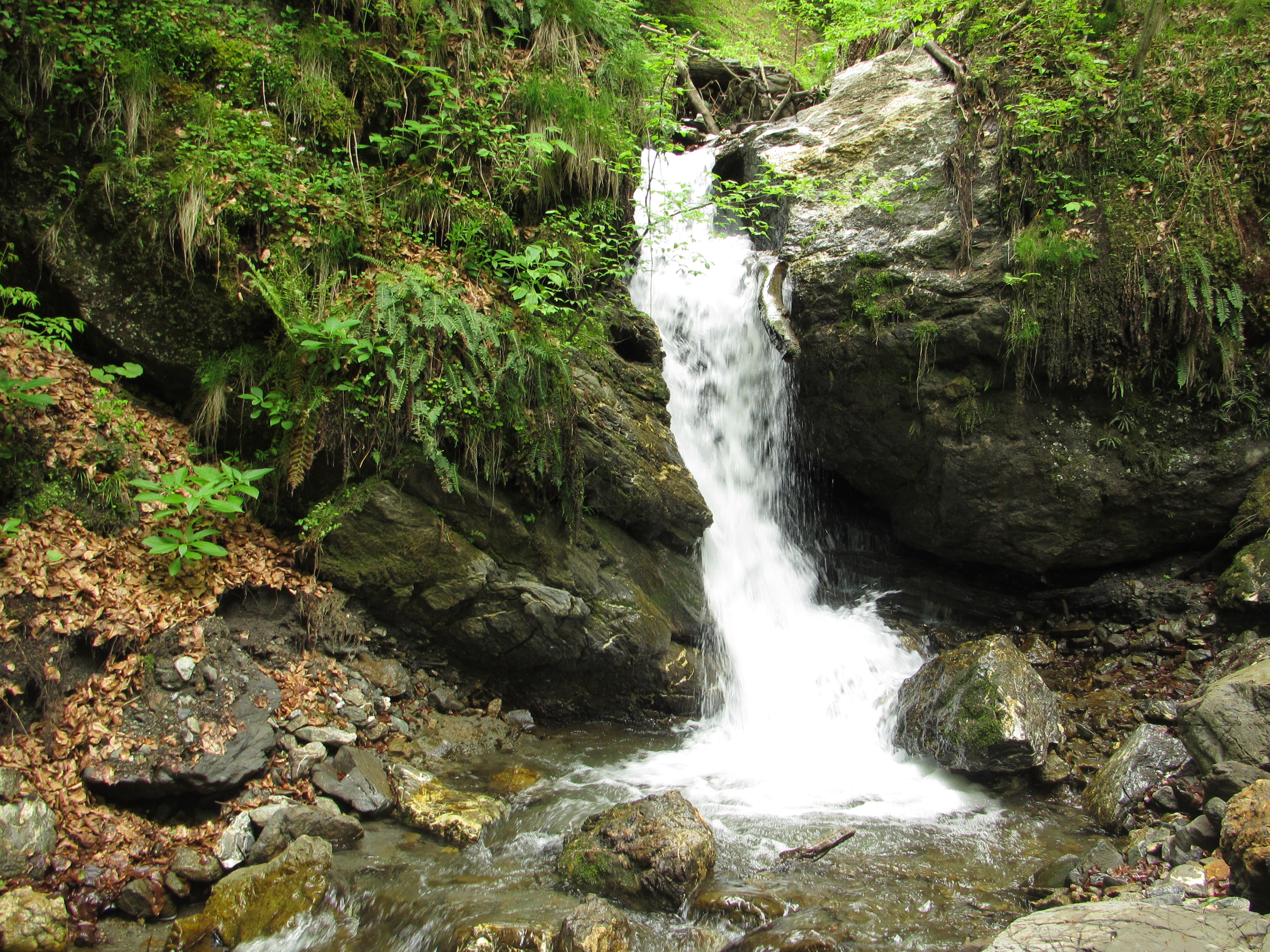
Водоспад Кам'яний
- Водоспад Лоцій
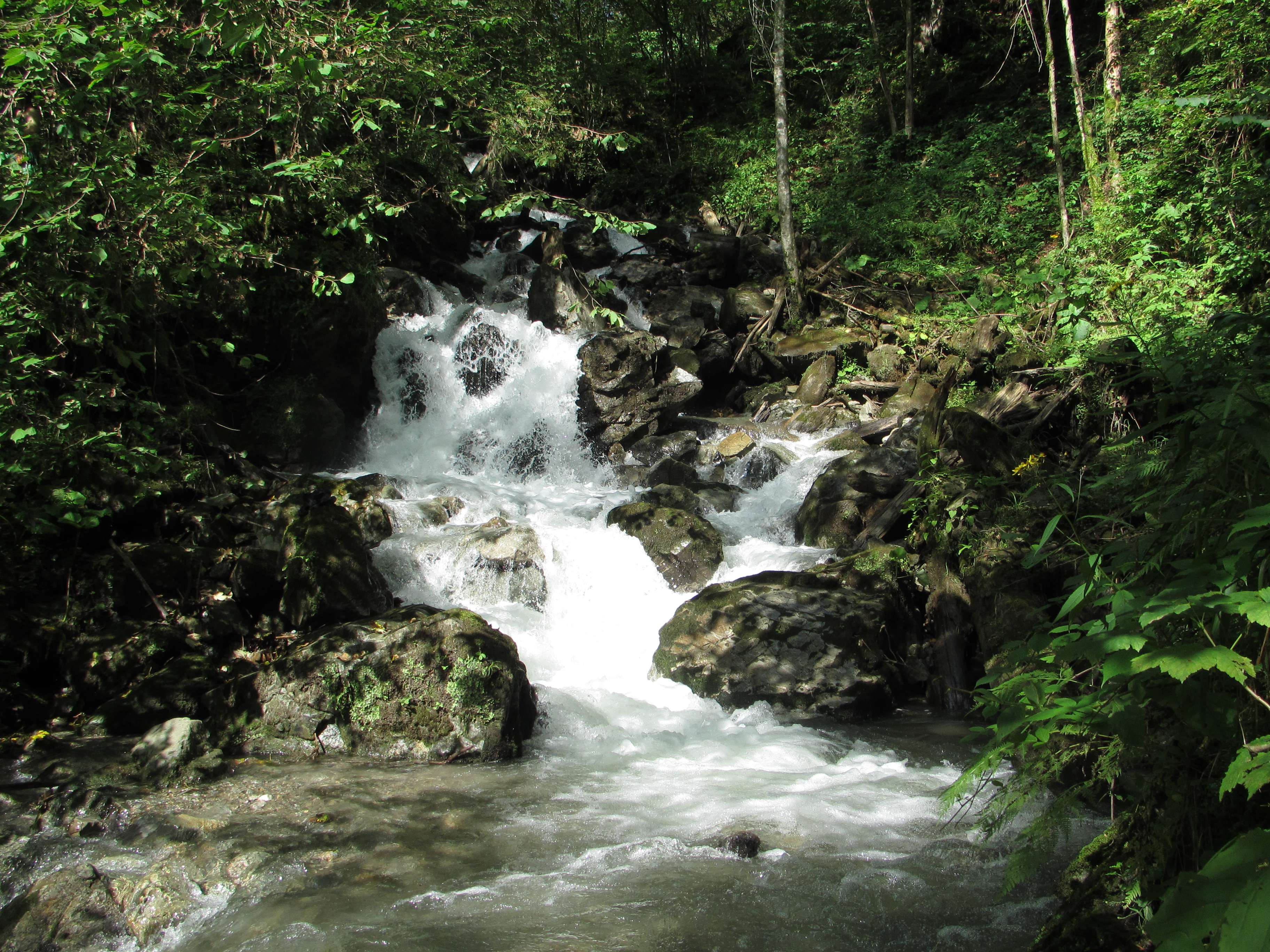
Водоспад Білий нижній
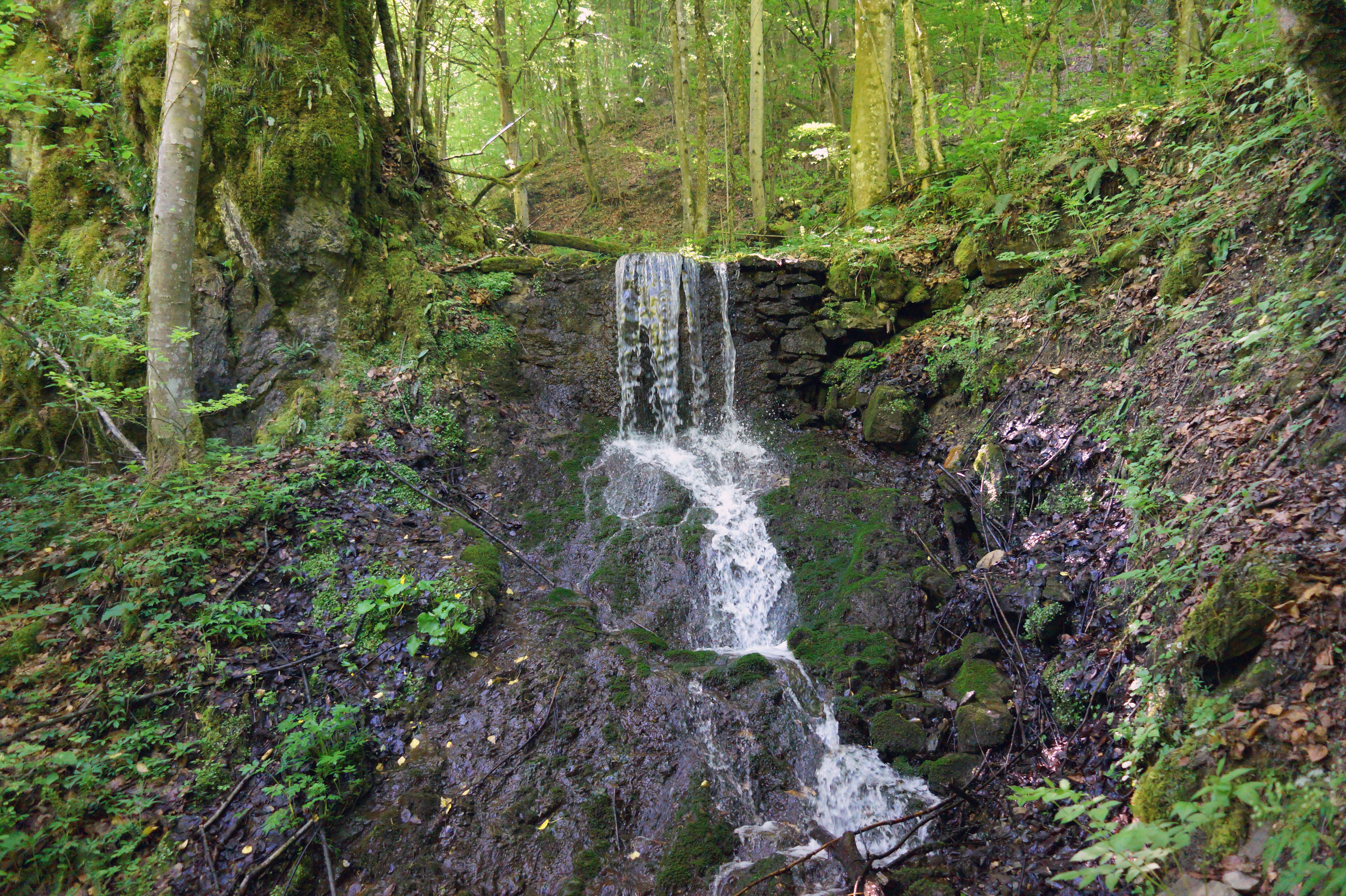
Полонсько-Кузійський
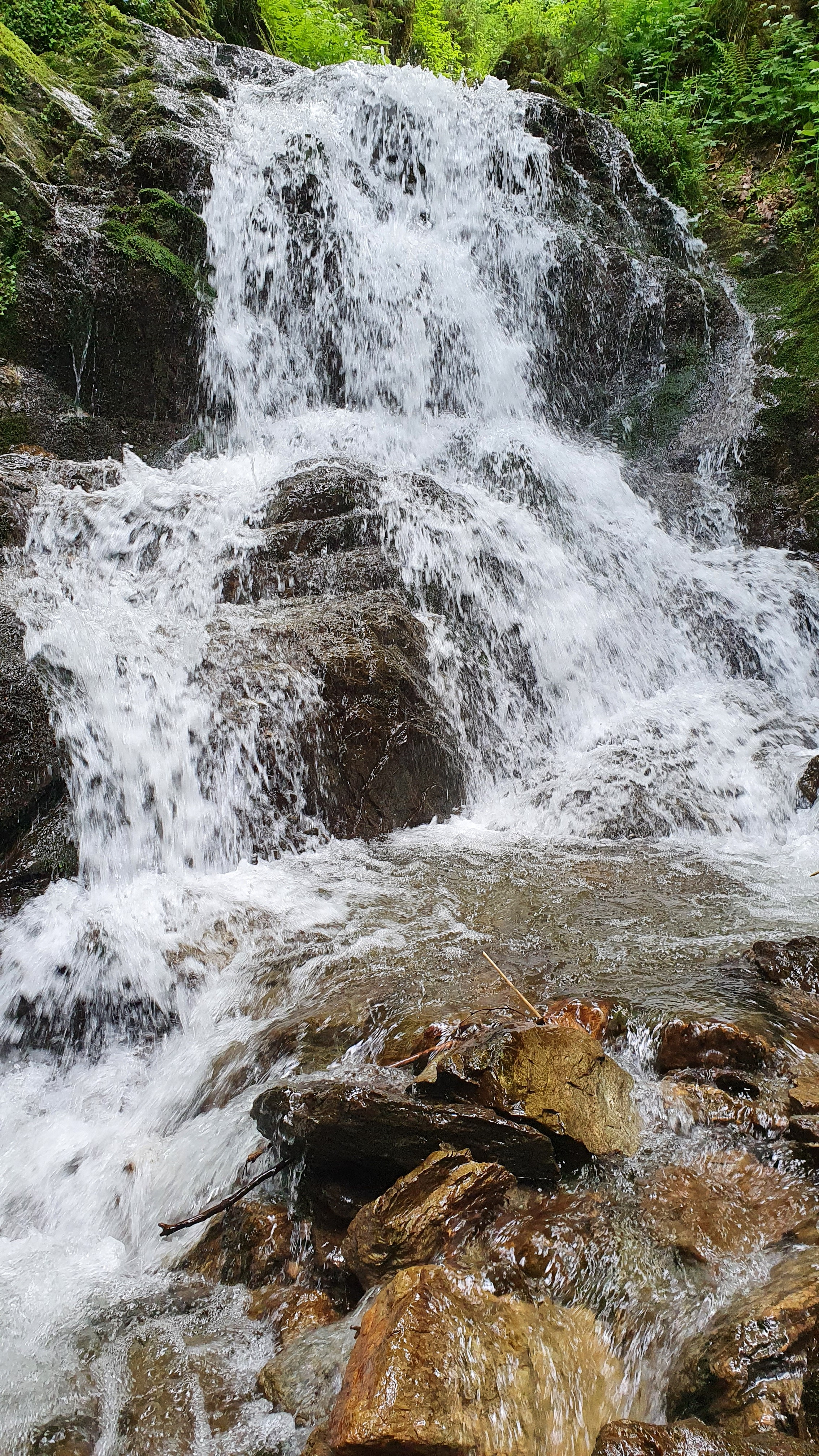
Та́рничин

## Соціальна сфера
У районі є 34 загальноосвітні школи I—II та I—III ступенів. У них навчається майже 16 тисяч учнів, а в 37 дитячих дошкільних закладах виховують близько півтори тисячі дітей, діє районна бібліотека. Діють 6 лікарень на 680 ліжок, 17 амбулаторій та 13 фельдшерсько-акушерських пунктів. Вулиці Районного центру прикрасили новобудови: житлові масиви, торгові та культурні центри. В багатьох куточках району з'явилися нові підприємства.

## Політика
25 травня 2014 року відбулися Президентські вибори України. У межах Рахівського району були створені 42 виборчі дільниці. Явка на виборах становила — 50,12 % (проголосували 32 411 із 64 667 виборців). Найбільшу кількість голосів отримав Петро Порошенко — 67,32 % (21 819 виборців); Юлія Тимошенко — 12,53 % (4 061 виборців), Олег Ляшко — 7,68 % (2 489 виборців), Анатолій Гриценко — 2,34 % (758 виборців). Решта кандидатів набрали меншу кількість голосів. Кількість недійсних або зіпсованих бюлетенів — 1,51 %.

## Релігія
Сьогодні тут діють 33 православні громади, 18 — греко-католицьких, 6 — римо-католицьких, є також кілька громад свідків Бога Єгови, 6 громад церков Євангельських християн баптистів, та представників інших конфесій. Тільки за останні 5 років у районі побудовано і реконструйовано 13 храмів.

## Архітектурні пам'ятки
с. Ділове (1750 р.) Різдва Пресвятої Богородиці (Успенська).
У селі Діловому знаходиться дерев'яна церква (1750 р.) Різдва Пресвятої Богородиці (Успенська). У смт. Ясіня — Преображенська (Петропавлівська) дерев'яна церква (1780 р., а роком пізніше збудована її дзвіниця). У 1803 — 1813 рр. у Ясінях зведено з дерева Вознесенський (Струківський) храм із дзвіницею. У селі Середнє Водяне дерев'яна Миколаївська церква та дзвіниця були побудовані 1428 році і є найдавнішими із культових споруд на Закарпатті і в Україні. А Миколаївська (нижня) церква в цьому ж селі споруджена 1776 р. Ці об'єкти мають реєстрацію та перебувають під охороною закону, є національним та культурним надбанням.
Струківська церква
Сучасна діюча церква збудована у 1824 р. і є досконалим зразком церковного будівництва для дерев'яних храмів Гуцульщини (без жодного цвяха) — являє собою витвір архітектурного мистецтва. Церква відзначена вишуканими пропорціями. Дзвіниця збудована 1813 р. становить з церквою єдиний ансамбль і має власну мистецьку цінність. Струківська (Вознесенська) церква — це унікальний зразок традиційного храмового будівництва Гуцульщини.
На горі Піп-Іван Чорногорський (Чорна Гора) розташована колишня обсерваторія, збудована 1938 року за проектом польських архітекторів. Під час другої світової війни діяльність обсерваторії була зупинена і не відновлена до наших днів.
Взимку обсерваторія так обростає снігом і льодом, що свого часу поляки називали її «Білим слоном». Незважаючи на 70 років руйнації та занедбання, зараз стіни та фундамент обсерваторії перебувають у задовільному стані.

## Персоналії
- Клочурак Степан Степанович